# Michael Campbell
Michael Shane Campbell (født 23. februar 1969 i Hawera, New Zealand) er en newzealandsk golfspiller, der pr. juli 2008 står noteret for 15 sejre gennem sin professionelle karriere. Hans bedste resultat i en Major-turnering er hans sejr ved US Open i 2005.
Campbell har 2 gange, i 2000 og 2005, repræsenteret Det internationale Hold ved Presidents Cup.